# Taliban

Flagge der Taliban

Die Taliban, auch Taleban (paschtunisch د افغانستان د طالبان اسلامی تحریکِ DMG Da Afġānistān da Ṭālibān Islāmī Taḥrīk, deutsch ‚Die Islamische Talibanbewegung Afghanistans‘), sind eine im September 1994 gegründete deobandisch-islamistische Terrorgruppe, die von September 1996 bis Oktober 2001 erstmals große Teile Afghanistans beherrschte und seit August 2021 wieder die Kontrolle über das Land ausübt. Der Name (paschtunisch طالبان DMG ṭālibān) ist die persische Pluralform des aus dem Arabischen stammenden Wortes talib (طالب, DMG ṭālib ‚Schüler, Wissen Suchender‘). Das Islamische Emirat Afghanistan der Taliban wurde seinerzeit von Pakistan, Saudi-Arabien und den Vereinigten Arabischen Emiraten anerkannt. Nachdem die Taliban im Jahr 2021 de facto wieder die Herrschaft über Afghanistan errungen hatten, riefen sie erneut das Islamische Emirat aus. Die Taliban und ihr selbstproklamiertes Emirat werden Stand Juli 2025 ausschließlich von Russland anerkannt.
Die Taliban bestanden bei ihrer Gründung aus früheren Mudschahedin des Krieges gegen die Sowjetunion. Die Talibanbewegung hat ihre Rekrutierungsursprünge in religiösen Schulen für afghanische Flüchtlinge in Pakistan. Die Ideologie der Bewegung basiert auf einer extremen Form des Deobandismus und ist zudem stark von der hanafitischen Lehre und dem paschtunischen Rechts- und Ehrenkodex, dem Paschtunwali, geprägt. Der Anführer der Taliban war bis 2013 Mullah Mohammed Omar. Omars Nachfolger Akhtar Mansur wurde 2016 bei einem Drohnenangriff getötet. Mansurs Nachfolger ist Hibatullah Achundsada.
Die Taliban traten erstmals 1994 in der südlichen Stadt Kandahar in Erscheinung. Sie übernahmen die Macht in mehreren südlichen und westlichen Provinzen und nahmen im September 1996 die Hauptstadt Kabul ein. Sie errichteten daraufhin das Islamische Emirat Afghanistan und eroberten weitere Gebiete im Norden Afghanistans. Ihre Herrschaft war dabei unter anderem zunehmend von radikaler Intoleranz gegenüber Minderheiten geprägt. Im Oktober 2001 wurde ihre Regierung von Truppen der afghanischen Vereinten Front in Zusammenarbeit mit amerikanischen und britischen Spezialeinheiten in einer US-geführten Intervention gestürzt. Ihre Anführer konnten sich durch einen Rückzug nach Pakistan halten.
Von 2003 an führten die Taliban von Pakistan aus eine terroristisch-militärische Kampagne gegen die Islamische Republik Afghanistan und die internationalen Truppen der International Security Assistance Force (ISAF) in Afghanistan. Hierbei übertraf die Zahl der Anschläge gegen die afghanische Zivilbevölkerung die der Anschläge gegen die afghanischen oder internationalen Truppen offenbar um mehr als das Doppelte. Ein Bericht der Vereinten Nationen zeigt, dass die Taliban in den Jahren 2009 und 2010 für über 75 % der zivilen Todesopfer in Afghanistan verantwortlich waren. Menschenrechtsorganisationen haben den Internationalen Strafgerichtshof in Den Haag dazu veranlasst, eine vorläufige Untersuchung gegen die Taliban wegen systematischer Kriegsverbrechen durchzuführen.
Am Nachmittag des 15. August 2021 eroberten die Taliban Kabul innerhalb weniger Stunden und verkündeten ihren Sieg.

## Geschichte

### Zusammenbruch der Zentralregierung und Kampf um Kabul (1992–1994)
Nach dem Zusammenbruch des sowjetgestützten Regimes von Präsident Mohammed Nadschibullāh einigten sich bei Verhandlungen der Vereinten Nationen die sieben wichtigsten sunnitischen Mudschaheddin-Parteien 1992 auf einen Friedensvertrag, die Peschawar-Abkommen, der den Islamischen Staat Afghanistan begründete und eine Übergangsregierung einsetzte. Jedoch kam es bereits vor Ort in Kabul zu zahlreichen Kämpfen verschiedener konkurrierender Mudschahedin in wechselnden Allianzen unter den neuen Warlords. Zwei wichtige, jeweils vom pakistanischen Geheimdienst ISI trainierte, konkurrierende Warlords waren dabei Gulbuddin Hekmatyar und Ahmad Schah Massoud, der unter Rabbani Verteidigungsminister wurde. Ebenso führte der zu den Mudschahedin kurz vor dem Ende der Regierung Nadschibullah übergelaufene General Abdul Raschid Dostum Truppen an. Als Hekmatyar Kabul einnehmen wollte, kamen ihm die Truppen von Massoud und Dostum zuvor und übernahmen die meisten Ministerien. Friedensverhandlungen scheiterten und Hekmatyars Truppen, unterstützt von Pakistan, beschossen Kabul. Für die Kämpfe machten sich die verschiedenen Fraktionen gegenseitig verantwortlich.
Zusätzlich eskalierten Mitte 1992 Spannungen zwischen der von Saudi-Arabien unterstützten radikal-sunnitischen Ittihad-i Islami und der von der Islamischen Republik Iran unterstützten schiitischen Hizb-i Wahdat. Die Hizb-i-Wahdat-Miliz ging Ende 1992 eine Allianz mit Hekmatyār ein. Abdul Raschid Dostum und seine Dschunbisch-i-Milli-Miliz schlossen sich dieser Allianz Anfang 1994 an. Es kam zu zahlreichen Menschenrechtsverbrechen bei diesen Machtkämpfen. Wie Human Rights Watch berichtete, war es praktisch jederzeit möglich in Kabul getötet zu werden, sowohl der Artilleriebeschuss von Hekmatyars Truppen als auch die konkurrierenden Mudschahedinfraktionen traf viele zivile Einrichtungen. Es kam zudem von den verschiedenen Seiten der Mudschahedin – unter Hekmatyar, Massoud, Dostum als auch weiteren Fraktionen – zu zahlreichen Entführungen, Plünderungen, Vergewaltigungen und Morden. 1993 kam es im Kabuler Stadtteil Afschar etwa zu einem Massaker durch die Truppen unter den Warlords Sayyaf und Massoud, bei dem geschätzt etwa 750 Menschen, hauptsächlich Angehörige der schiitischen Minderheit der Hazara, getötet oder verschleppt wurden. Bereits bis 1993 flohen mehr als eine halbe Million Menschen aus Kabul. Nach Verhandlungen wurde im Juni 1993 Hekmatyar zum afghanischen Premierminister ernannt. Der Frieden hielt jedoch nicht und es kam 1994 und 1995 wieder zu Kämpfen zwischen den konkurrierenden Milizen.

### Ursprung der Taliban (1992–1994)
Der Süden Afghanistans war überwiegend weder unter der Kontrolle der Zentralregierung noch unter der Kontrolle der Milizen vom Norden. Lokale Milizen- oder Stammesführer beherrschten den Süden.
1994 traten die Taliban in der südlichen Stadt Kandahar erstmals in Erscheinung. Als auslösender Moment wird in verschiedenen Quellen die Entführung und Vergewaltigung zweier Mädchen durch einen Milizenführer genannt, zu deren Befreiung sich 30 Männer unter der Führung von Mullah Omar zusammenschlossen. Die Talibanbewegung bestand aus Personen, die früher als Mudschahedin kämpften, und rekrutierte sich weiter aus religiösen Schulen für afghanische Flüchtlinge in Pakistan. In den Schulen wurde auch den Jihad glorifizierendes Propagandamaterial verwendet, welches im Kalten Krieg im Kampf der Mudschaheddin gegen die Sowjetunion unter anderem von den USA finanziert worden war. Die Kämpfe zwischen den Milizen der Mudschahedin und die Hoffnung auf Frieden durch eine neue Ordnung gaben den Taliban Auftrieb. Ihr Anführer und späteres Staatsoberhaupt wurde der 1960 geborene Mohammed Omar.
Im Herbst 1994 traten sie erstmals militärisch in Erscheinung und brachten am 5. November 1994 die Stadt Kandahar unter ihre Kontrolle. Bis zum 25. November 1994 kontrollierten sie die Stadt Laschkar Gah und die Provinz Helmand. Im Laufe des Jahres 1994 eroberten sie weitere Provinzen im Süden und Westen des Landes, die nicht unter Kontrolle der Zentralregierung standen.

### Weitere Offensive der Taliban und Einnahme von Kabul (1995–1996)
Bis März 1995 hatten die Taliban sechs Provinzen eingenommen und Kabul erreicht. Anfang 1995 führten die Taliban Verhandlungen sowohl mit der Regierung Rabbanis als auch mit der schiitischen Miliz Hizb-i Wahdat, welche jedoch nicht zu einem Frieden führten. Während die Taliban zunächst den Kampf um Kabul verloren, waren sie im Westen des Landes weiter auf dem Vormarsch.
Dabei kam es zu einem vorübergehenden geheimen Bündnis zwischen den Taliban und dem Warlord Dostum (siehe Afghanischer Bürgerkrieg (1989–2001)). Mit logistischer Unterstützung des ISI und neuen Waffen und Fahrzeugen aus Pakistan und Saudi-Arabien reorganisierten die Taliban ihre Truppen nach einigen Niederlagen im Land und planten 1996 auch eine erneute Offensive gegen Kabul. Am 26. September 1996 befahl Verteidigungsminister Massoud einen Rückzug der Truppen in den Norden Afghanistans. Am 27. September 1996 marschierten die Taliban in Kabul ein und errichteten das Islamische Emirat Afghanistan, das lediglich von Pakistan, Saudi-Arabien und den Vereinigten Arabischen Emiraten anerkannt wurde.

### Krieg gegen die Vereinte Front (1996–2001)

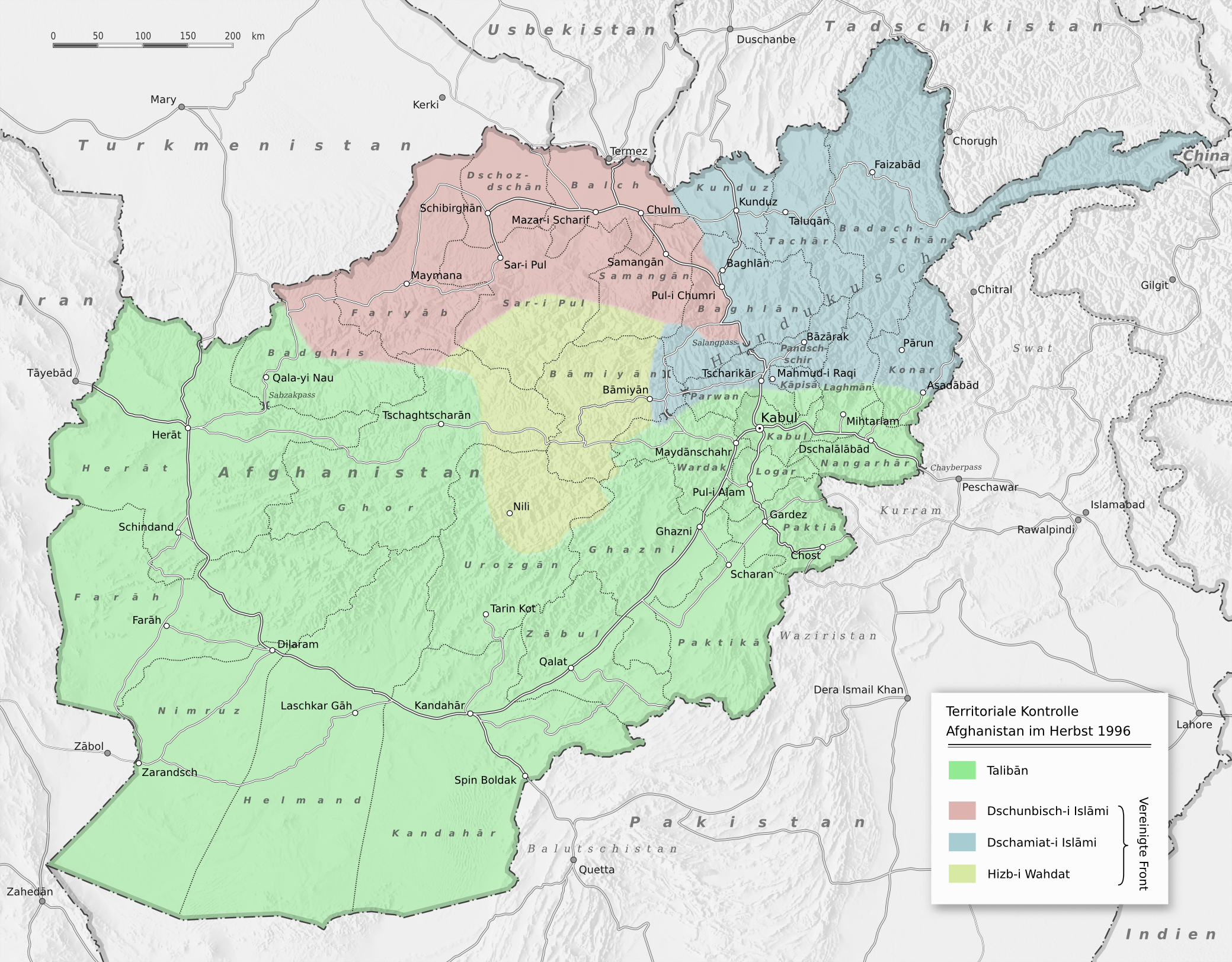
Territoriale Kontrolle Afghanistans im Winter 1996: Massoud (blau), Taliban (grün), Dostum (rosa), Hezb-i Wahdat (gelb)

Nach dem Fall Kabuls kontrollierten die Taliban etwa 65 % des afghanischen Territoriums. Der entmachtete Präsident Rabbani, Massoud und Dostum, frühere Gegner, gründeten als Reaktion auf die Talibanoffensiven die Vereinte Front (bekannt als Nordallianz). Als mächtigster Mann im Bündnis galt Massoud, der Vereinten Front trat unter anderem auch der spätere Präsident Hamid Karzai bei. Iran und Russland unterstützten die Truppen Massouds, Pakistan intervenierte militärisch auf Seiten der Taliban. Nach freigegebenen Dokumenten von US-Behörden (National Security Archive) hat die pakistanische Regierung die Taliban unter anderem logistisch mit Waffen, Treibstoff und Nahrung nach ihrer Machtübernahme in Kabul 1996 versorgt.
1997 exekutierten Truppen der Nordallianz unter Dostum 3000 Taliban-Gefangene in und um Masar-e Scharif. Die Taliban rückten weiter Richtung Norden vor und führten dabei 1998 sogar eine Hungerblockade gegen die schiitischen Hazara durch, was zu einer diplomatischen Krise mit der iranischen Regierung führte. Bei der Offensive von 25.000 Taliban-Kämpfern gegen die Überreste der nördlichen Allianz 2001 waren geschätzt auch rund 10.000 islamistische Milizionäre aus arabischen Ländern, Pakistan und anderen asiatischen Ländern wie Usbekistan aktiv. Am 9. September 2001 ließen zwei arabische Selbstmordattentäter, die sich als Journalisten ausgegeben hatten, während eines Interviews mit Massoud in Takhar, Afghanistan, eine Bombe detonieren, die sie in ihrer Videokamera versteckt hatten. Massoud starb wenig später an seinen Verletzungen.
Nach den Anschlägen durch Al-Qaida auf US-Botschaften im August 1998 und der Weigerung der Taliban Osama bin Laden auszuliefern, wurden zwischen Ende 1998 und 2001 mehrere UN-Resolutionen gegen die Taliban erlassen. Diese beinhalteten u. a. ein Waffenembargo und das Einfrieren von Vermögen der Taliban im Ausland.
Die Taliban setzten in den von ihnen kontrollierten Gebieten ihre politische und juristische Interpretation des Islam durch. Die Frauen lebten quasi unter Hausarrest. Im Verlaufe der Kämpfe radikalisierten sich die Taliban weiter und führten radikale gegen Nicht-Moslems gerichtete Maßnahmen durch. Am 10. März zerstörten sie trotz enormer Proteste auch in der islamischen Welt durch Sprengladungen und Artilleriebeschuss die Buddha-Statuen von Bamiyan. Nach einem Bericht der Vereinten Nationen begingen die Taliban systematische Massaker unter der Zivilbevölkerung, während sie versuchten, ihre Kontrolle im Westen und Norden Afghanistans zu konsolidieren. Dabei kam es etwa zu einem Massaker in Masar-e Scharif und den Dörfern Bedmushkin und Nayak. Sowohl die Taliban als auch die Nordallianz-Truppen nahmen unter anderem bei ihrem Beschuss Kabuls laut Amnesty und HRW keine Rücksicht auf Zivilisten.

### 11. September 2001

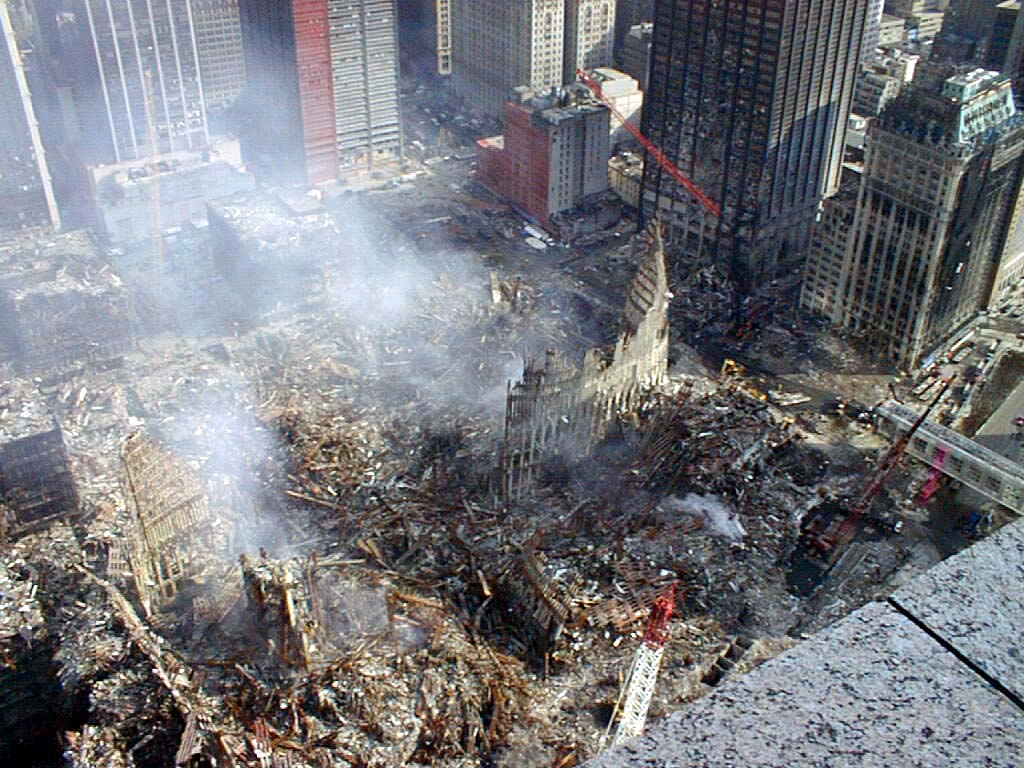
Trümmer des World Trade Centers

Zwei Tage nach der Ermordung Massouds wurden terroristische Anschläge in den USA verübt, die zum Tod von mindestens 2993 Menschen führten und als terroristischer Massenmord angesehen werden.
Vier Verkehrsflugzeuge wurden am frühen Morgen des 11. September entführt. Zwei wurden in die Türme des World Trade Centers (WTC) in New York City und eines in das Pentagon in Arlington, Virginia gelenkt. Das vierte Flugzeug, wahrscheinlich mit einem weiteren Anschlagsziel in Washington D.C., brachten die Entführer gegen die heftigen Widerstand leistenden Passagiere um 10:03 Uhr über dem Ort Shanksville in Pennsylvania zum Absturz. Etwa 15.100 von ungefähr 17.400 Personen konnten rechtzeitig vor dem Einsturz der WTC-Türme evakuiert werden.
Die USA identifizierten Mitglieder der al-Qaida, die ihre Basis im Emirat der Taliban hatte und mit den Taliban verbündet war, als ausführende Täter der Anschläge.

### Operation Enduring Freedom (Oktober 2001)
Nach den Anschlägen vom 11. September 2001 bekräftigte der UN-Sicherheitsrat den Vereinigten Staaten in der Resolution 1368 vom 12. September 2001 das Recht zur Selbstverteidigung. Nach Auffassung der USA und anderer Regierungen wurde dadurch ein militärischer Einsatz in Afghanistan völkerrechtlich legitimiert. Noch am 19. September 2001 forderte der UN-Sicherheitsrat die Talibanregierung in Afghanistan dazu auf, Osama bin Laden „sofort und bedingungslos“ auszuliefern, und bezog sich dabei auf die UNO-Resolution 1333 vom Dezember 2000. Auch US-Präsident George W. Bush hatte die Regierung in Afghanistan im Zuge einer Rede vor dem US-Senat dazu aufgefordert, bin Laden auszuliefern: „Sie werden die Terroristen ausliefern oder ihr Schicksal teilen.“ Mullah Omar und Abd al-Salim Saif, Taliban-Botschafter in Islamabad, erklärten, die Taliban würden eine Auslieferung erwägen, sollten sie Beweise für die Verwicklung bin Ladens in die Anschläge vorgelegt bekommen. Seit 1996 hatten die USA die Taliban etwa 30 Mal aufgefordert, bin Laden auszuliefern, und intensivierten ihre Bemühungen nach den Terroranschlägen auf die US-Botschaften in Daressalam und Nairobi im August 1998. Die USA übergaben den Taliban ein Dossier mit Beweisen gegen bin Laden über die Verwicklung in die Anschläge in Ostafrika, doch die Taliban lehnten erneut ab. Die Beweise für bin Ladens Beteiligung hatte das FBI aus Verhören des Hauptangeklagten Mohammed al-Owhali gewonnen, der eine Kampfausbildung in Afghanistan absolviert und ein umfassendes Geständnis abgelegt hatte. Er wurde im Mai 2001 von einem US-Bundesgericht zu lebenslanger Haft verurteilt. ISI-Direktor Mahmud Ahmed flog unmittelbar nach den Anschlägen vom 11. September nach Kandahar, um mit Mullah Omar über eine Auslieferung zu verhandeln. Zur selben Zeit traf sich Robert Grenier, der CIA-Vertreter in Islamabad, mit Taliban-Kommandeur Mullah Achtar Usmani in Quetta. Beide Initiativen blieben ergebnislos. Letztlich weigerte sich Mullah Omar, bin Laden auszuliefern, auch weil er glaubte, die Amerikaner würden keine Bodentruppen ins Land schicken. Darüber hinaus hätte sich eine Auslieferung als praktisch schwierig erwiesen, weil bin Laden über eine gut bewaffnete und loyale Schutztruppe verfügte und die Taliban zu diesem Zeitpunkt auch nicht wussten, wo er sich genau aufhielt.
Ab dem 7. Oktober 2001 intervenierten die Vereinigten Staaten mit der Operation Enduring Freedom militärisch in Afghanistan. Sie unterstützten zunächst mit massiven Luftangriffen Bodentruppen der Vereinten Front (Nordallianz) in einer Großoffensive gegen die Taliban. In den darauffolgenden Monaten wurde das Talibanregime in Afghanistan gestürzt (siehe auch Krieg in Afghanistan 2001–2021). Die Talibanführung um Mullah Omar floh nach Pakistan.
Bei Kämpfen aufgegriffene Taliban-Kämpfer und Personen, die verdächtigt wurden, die Taliban zu unterstützen, wurden seitdem inhaftiert. Sie wurden von den Truppen der NATO überwiegend in Internierungslagern innerhalb Afghanistans festgehalten. Als ungefährlich eingestufte Häftlinge wurden wieder freigelassen. Bis Herbst 2004 wurden teilweise auch Häftlinge in die international kritisierten Internierungslager in Guantánamo Bay auf Kuba überstellt.
Unter der Schirmherrschaft der Vereinten Nationen wurde im Jahr 2003 eine Übergangsregierung in Afghanistan gebildet, die durch UN-mandatierte ausländische Truppen (ISAF) unterstützt wurde. 2004 wurde in Afghanistan eine demokratische Verfassung verabschiedet, das Land wurde dadurch offiziell eine demokratische Islamische Republik.

### Neuformierung der Taliban (seit 2003)
Mit der Formierung Islamischen Republik Afghanistan kam es zum Aufstand der Taliban in Afghanistan und Pakistan. Pakistan spielt eine zentrale Rolle für Afghanistan. Obwohl mehrere tausend Soldaten der pakistanischen Streitkräfte seit 2004 im Konflikt in Nordwest-Pakistan im Kampf gegen Tehrik-i-Taliban Pakistan, Al-Qaida, Lashkar-e-Islam fielen, haben jene Organisationen den Rückhalt von Teilen der Bevölkerung in einigen ländlichen und urbanen Gebieten Pakistans. Insgesamt ist die pakistanische Politik gegenüber den Taliban daher nicht widerspruchsfrei. So sind einige Koranschulen Pakistans Kaderschmieden für den Islamismus. Eine davon ist die Dar al-Ulum Haqqania in der 50.000 Einwohner-Stadt Akora Khattak im Distrikt Nowshera. Unter anderem dort wurden und werden viele Islamisten ausgebildet, die danach als Funktionäre den Taliban dienen.
Seit Anfang 2006 verübten die Taliban zusammen mit dem Haqqani-Netzwerk und der Hezb-i Islami Gulbuddin Hekmatyārs verstärkt Anschläge gegen afghanische Zivilisten oder Soldaten der ISAF. Einige Dörfer und ländliche Gebiete gerieten in Afghanistan erneut unter Kontrolle der Taliban.
Ein Bericht der London School of Economics aus dem Jahr 2010 sagt aus, dass der pakistanische Geheimdienst ISI eine „offizielle Politik“ der Unterstützung der Taliban betreibt. Der ISI finanziert und bildet die Taliban aus. Dies passiert, obwohl Pakistan sich offiziell als Verbündeter der NATO ausgibt. Der Bericht der London School of Economics kommt zu dem Schluss:

„Pakistan scheint ein Doppelspiel erstaunlichen Ausmaßes zu spielen.“

Amrullah Saleh, der ehemalige Geheimdienstchef Afghanistans, kritisierte:

„Wir reden über all diese Proxys [Taliban, Haqqani, Hekmatyar], aber nicht den Meister der Proxys, die pakistanische Armee. Die Frage ist, was will Pakistans Armee erreichen…? Sie wollen an Einfluss in der Region gewinnen.“

Die Taliban richten sich in Anschlägen gezielt gegen die afghanische Zivilbevölkerung. 2009 waren sie laut Angaben der Vereinten Nationen für über 76 % der Opfer unter afghanischen Zivilisten verantwortlich. Auch 2010 waren die Taliban für über drei Viertel der zivilen Todesopfer in Afghanistan verantwortlich. Zivilisten waren mehr als doppelt so häufig das Ziel tödlicher Anschläge der Taliban als afghanische Regierungstruppen oder Truppen der ISAF.
Die Unabhängige Afghanische Menschenrechtskommission (AIGRC) nannte 2011 die gezielten Anschläge der Taliban gegen die Zivilbevölkerung ein „Kriegsverbrechen“. Religiöse Führer verurteilten die Anschläge der Taliban als Verstoß gegen die islamische Ethik.
Menschenrechtsgruppen haben 2011 den Internationalen Strafgerichtshof in Den Haag dazu bewogen, eine vorläufige Untersuchung gegen die Taliban wegen Kriegsverbrechen durchzuführen.
2011 nahmen auch kriegsähnliche Gefechte zwischen ISAF-Truppen und ihren Gegnern an Ausmaß und Schärfe zu.

### Aufnahme von Friedensgesprächen und erneute Verbreitung
Im Juni 2011 bestätigten die USA überraschend, dass sie mit den Taliban direkt verhandeln.

„Die ersten 10.000 US-Soldaten werden schon im Juli in ihr Heimatland zurückkehren. 2014 soll die Sache in Afghanistan ein Ende haben. Danach werden die Taliban das Schicksal Afghanistans wesentlich bestimmen. Im besten Fall werden sie mit den vom Westen unterstützten Kräften einen sehr wackeligen Kompromiss schließen, der das Land halbwegs stabil hält.“

Im Januar 2012 erklärten die Taliban ihre Bereitschaft, ein Büro in Katar einzurichten. Dieses soll für Verhandlungen genutzt werden. Zu dem Zweck reisten Anfang 2012 acht Vertreter der Taliban von Pakistan nach Katar, im Juni 2013 wurde dieses eröffnet. An dem Büro enthüllten sie eine Plakette mit der Aufschrift „Islamisches Emirat Afghanistan“, auf dem Gelände hissten sie die Taliban-Flagge. Die USA kündigten wenige Stunden nach der Eröffnung des Büros an, direkte Friedensgespräche mit den Taliban in Doha aufzunehmen. 

Verbreitungsgebiet (weiß) der Taliban im Februar 2016 in Afghanistan.

Seit 2015 versuchten die Taliban in Afghanistan Regionen zu erobern. Im Sommer 2016 standen bis zu einem Drittel Afghanistans nicht mehr unter Kontrolle der Regierung.
Russland unterstützte seit 2015 Verhandlungen mit den Taliban. Die größte sicherheitspolitische Gefahr für Russland sei der Islamische Staat. Auch eine Unterstützung in Form von Waffenlieferungen kam laut Auskunft eines Experten für Russland in Betracht oder war bis 2017 im Gange. Russland setzt sich zudem mit China und Pakistan dafür ein, dass Taliban-Vertreter von internationalen Sanktionslisten gestrichen werden. Bei einer ersten Gesprächsrunde zu Afghanistan im Jahr 2016 war die afghanische Regierung nicht eingeladen. Auch 2017 ging es bei den Verhandlungen weniger um das Voranbringen eines Friedensprozesses als sehr viel mehr um die Interessen der umliegenden Länder. Als sich der Islamische Staat im Sommer 2018 in der östlichen Provinz Kunar ausbreitete, kooperierten Regionalregierung und die Taliban militärisch in der Region bis Februar 2020, bis sie den IS dort besiegt hatten, miteinander. Auch die US Air Force mied dort in jener Zeit Luftangriffe auf die Taliban. Der talibanische Widerstand, der keine Rücksicht auf Zivilisten nahm, wurde im Osten Afghanistans von Sirajuddin Haqqani befehligt.
Von 2014 bis 2019 sind nach Angaben der afghanischen Regierung 45.000 Soldaten der afghanischen Nationalarmee im Kampf gegen Gruppierungen wie die Taliban und den noch immer existierenden islamischen Staat in Afghanistan gefallen. Einem im Juni 2019 veröffentlichten US-amerikanischen Report zufolge konnte die afghanische Regierung zu der Zeit noch etwa 55 % des Landes kontrollieren.

### Das Friedensabkommen zwischen den USA und den Taliban und dessen Bruch
Siehe: Krieg in Afghanistan 2001–2021: Das Friedensabkommen zwischen den USA und den Taliban und dessen Bruch
Am 29. Februar 2020 unterzeichneten der amerikanische Sondergesandte für Aussöhnung in Afghanistan, Zalmay Khalilzad, und der Leiter des politischen Büros der Taliban in Doha, Mullah Abdul Ghani Baradar, das Doha-Abkommen.
Ende Juni 2020 veröffentlichte die New York Times US-Geheimdienstinformationen vom Frühjahr 2020, nach denen Mitglieder des Russischen Militärgeheimdiensts den Taliban Kopfgelder für die Tötung von US-Soldaten und anderen NATO-Soldaten in Afghanistan angeboten und teilweise auch gezahlt hatten. Festgenommene Talibankämpfer und Kriminelle hatten entsprechende Aussagen gemacht, weiter waren größere Geldbeträge in US-Dollar in Talibanstützpunkten sichergestellt worden. Die Destabilisierungsaktion gegen westliche Kräfte in Afghanistan wurde laut dem US-Geheimdienstreport von der GRU durchgeführt.
Kein einziger US-Soldat starb 2020 oder 2021 in Afghanistan im Kampf gegen die Taliban, da sich die USA im Kampf gegen die Taliban weitgehend auf die Luftunterstützung der afghanischen Streitkräfte beschränkten. Allerdings starben tausende Soldaten der afghanischen Armee im Kampf gegen die Taliban. Die Taliban töteten außerdem berechnend und gezielt progressive Politiker, Journalisten, Aktivisten, die entgegen der islamischen Auffassung der Taliban für den Aufbau einer vielfältigen, modernen Gesellschaft stehen. Die anhaltend hohe Gewalt nutzen die Taliban bei den Friedensgesprächen mit der afghanischen Regierung als Druckmittel. In den Jahren von 2016 bis 2020 töteten die Taliban laut UNAMA jährlich zwischen etwa 1300 und 1625 Zivilisten. Außerdem wurden jährlich zwischen etwa 2500 und 3600 Zivilisten direkt oder indirekt durch IEDs der Taliban verletzt oder getötet.

### Einnahme Afghanistans im Sommer 2021 und Zusammenarbeit mit al-Qaida
Im Sommer 2021 konnten die Taliban weite Teile des Landes einnehmen und die Afghanische Nationalarmee (ANA) größtenteils zerschlagen. Waren bei der ANA im Kampf gegen die Taliban in den Vorjahren mehrere zehntausend Soldaten gefallen, standen der ANA im Jahr 2021 zwischen 85.000 und 200.000 Kämpfer der Taliban gegenüber. In den vorherigen Jahren hatten sich viele junge Afghanen den Taliban angeschlossen. Letztere hatten in den 20 Kriegsjahren durch eine wachsende Ablehnung gegenüber den ausländischen Besatzern Sympathien in der Bevölkerung gewonnen. Da das von der US-amerikanischen Regierung unter Donald Trump mit den Taliban ausgehandelte Abkommen von Doha keinerlei Regelungen zu einem Waffenstillstand mit den afghanischen Truppen enthielt, führten die Vertragsverhandlungen zu mehr Angriffen auf afghanisches Militär, weil die Taliban sich durch Gebietsgewinne eine bessere Verhandlungsposition erhofften. Die Taliban rekrutierten ihre Kämpfer beziehungsweise Islamisten nicht nur aus Afghanistan, sondern auch aus Pakistan, wo ebenfalls Millionen Paschtunen leben und noch weiteren anderen Ländern. In der politischen Führung Afghanistans gab es keine wirkungsvolle Strategie gegen die Taliban, die im Verlauf des Krieges weitere Unterstützung in Teilen der Bevölkerung generieren konnten und somit Regierungsbezirke unterwanderten, Grenzen einnahmen und die Provinzhauptstädte umzingelten. Weitere Faktoren, die zur militärischen Niederlage der ANA führten, sind im Geschichtsabschnitt des ANA-Artikels erwähnt.
Auch außenpolitisch verbuchten die Taliban mit der Eroberung Erfolge. Bereits während des Vormarsches, im Juli, trafen sich der für internationale Beziehungen zuständige Vertreter der Taliban, Abdul Ghani Baradar, mit einer Delegation um Chinas Außenminister Wang Yi. Anderseits bestätigen Quellen innerhalb der Taliban-Bewegung, unabhängige Beobachter als auch Demonstrationen gegen die Taliban in Großstädten, dass die Taliban Personalprobleme haben und dadurch Schwierigkeiten, Provinzen zu kontrollieren.
Nach der Wiedererrichtung des Islamischen Emirats Afghanistan durch die Taliban, ging diese mit der Terrororganisation Al-Qaida eine enge Zusammenarbeit auf staatlicher Ebene ein; die Al-Qaida nahm nach Informationen der Vereinten Nationen (UNO) im Emirat Afghanistan Beamtenstellen in Strafverfolgungs- und Verwaltungsbehörden ein und darf im gesamten Land nicht öffentlich sichtbare Büros bzw. Stellen unterhalten. Al-Qaida operiert laut der UNO seit der Machtübernahme der Taliban größtenteils verdeckt in Afghanistan. Taliban-Sprecher Sabihullah Mudschahid wies den Uno-Bericht als unwahr zurück. Al-Qaida habe keine Präsenz in Afghanistan und die Taliban würden niemanden erlauben, afghanischen Boden gegen die Sicherheit eines anderen Landes zu nutzen.
Nach ihrer Machtübernahme in Afghanistan haben die Taliban in Haft befindliche IS-Mitglieder außergerichtlich hingerichtet.
Im August 2022 vermeldeten die Taliban in Pakistan, dass ihr Anführer und zwei weitere hochrangige Mitglieder getötet wurden.
Im Jahr 2024 hatten die Taliban den Anbau von Schlafmohn, aus dem sich die Droge Opium gewinnen lässt, weitgehend in Afghanistan unterbunden.

## Organisation

### Gegenwärtige Führung
Laut dem Council of Foreign Relations ist die Quetta Shura das Führungsgremium der Taliban, mit Hibatullah Achundsada als Anführer. Abdul Ghani Baradar, der die Taliban mitgründete, fungiert als Büroleiter der politischen Abteilung der Taliban in Doha und führt für die Taliban Beziehungen auf internationaler Ebene. Siradschuddin Haqqani ist Leiter des Haqqani-Netzwerkes und verwaltet die Finanzabteilungen der Taliban. Mullah Yaqoob ist Leiter der Militärkommission der Taliban, die das Netzwerk von Kommandeuren der Taliban steuert. Alle drei Genannten sind Stellvertreter von Achundsada.
Dem ehemaligen afghanischen Staatspräsidenten Ashraf Ghani zufolge besteht die Führung der Taliban neben dem Quetta Shura aus weiteren Schūren, benannt nach den pakistanischen Städten, in denen sie sich befinden: bspw. Miranschah-Schura, Peschawar-Schura. Laut Ghani und seinem Amtsvorgänger Hamid Karzai haben die Taliban eine tiefe Beziehung zum pakistanischen Staat und ein organisiertes System der Unterstützung: „Die Taliban erhalten dort Logistik, dort sind die Finanzen, dort wird rekrutiert.“ Jedoch erhielt Ghani durch den pakistanischen Armeechef Qamar Javed Bajwa die Versicherung, dass eine Herrschaft der Taliban nicht im Interesse von Pakistan sei. Auf die Frage, wie es sein könne, dass Pakistan die Taliban zu Verhandlungen mit den USA (Doha-Abkommen) bewegen konnte, wenn Pakistan angeblich keine Verbindung zu den Taliban pflege, sagte der pakistanische Premierminister Imran Khan, dass 2,7 Millionen afghanische Flüchtlinge in Pakistan lebten und der Staat dadurch einen „gewissen Einfluss“ habe.

### Übergangsregierung des Islamischen Emirats Afghanistan im Jahr 2021
Mohammed Hassan Achund wurde am 7. September 2021 als Regierungschef einer Übergangsregierung des Islamischen Emirats Afghanistan vorgestellt. Abdul Ghani Baradar ist als sein Stellvertreter vorgestellt worden. Sarajuddin Haqqani wurde als Innenminister präsentiert. Amir Khan Muttaqi wurde zum Außenminister und Mullah Yaqoob zum Verteidigungsminister erklärt.

### Führung in der Vergangenheit
Der Obersten Schūrā der Gründungsmitglieder der Taliban gehörten im Zeitraum 1994 bis 1997 folgende Mitglieder an:
- Mullah Mohammed Omar (1960–2013), Führer der Gläubigen und Oberhaupt der Talibanbewegung, ab September 1996 auch Staatsoberhaupt des Islamischen Emirats Afghanistan
- Mullah Mohammad Rabbani Akhund (1955/56–2001), Regierungsvorsitzender und stellvertretendes Oberhaupt der Talibanbewegung
- Mullah Mohammed Ghous Akhund (* 1965), Außenminister bis Juni 1997
- Mullah Mohammed Hassan Akhund (* 1958?), Militärstabschef, Außenminister vor Wakil Ahmad Mutawakil und Gouverneur von Kandahar während des Taliban-Regimes
- Mullah Mohammed Fazil Akhund (* 1967), Oberhaupt des Armeekorps
- Mullah Abdur Razzaq (* 1966), Oberhaupt der Zollbehörde
- Mullah Sayed Ghiasuddin Agha (1960–2003), Informationsminister
- Mullah Khirullah Said Wali Khairkhwa (* 1967), Innenminister
- Maulvi Abdul Sattar Sanani (bzw.: Sattar Sadozai), Justizminister
- Mullah Abdul Jalil (* 1961), Außenminister ab 1997

## Ideologie

### Übersicht
Die Taliban selbst gehören mehr der ideologischen Schule der Deobandis an, einer fundamentalistischen Gruppe mit Hauptsitz in Deoband, Indien. In der Koranschule in Peschawar, dem größten pakistanischen Ableger der Dar-ul-'Ulum-Haqqania-Koranschule, rekrutierten sich viele hochrangige Taliban. Politischer Zweig und Unterstützer der Schulen der Deobandis ist die Partei Jamiat Ulema-e-Islam in Pakistan.
Die USA forderten die pakistanische Regierung auf, diese Religionsschulen (Madrasas) zu schließen. In Pakistan sind diese offiziell jedoch nicht registriert. 2007 schätzte das pakistanische Innenministerium ihre Zahl auf etwa 13.500, andere Schätzungen gehen von 20.000 aus. Das Verhältnis der sunnitischen Taliban zu den schiitischen Minderheiten des Landes gilt als angespannt, auch wenn vereinzelt Schiiten in den Rängen der Taliban zu finden sind. Im August 2022 erschossen die Taliban Mawlawi Mahdi, den ersten Taliban-Kommandeur aus den Reihen der schiitischen Minderheit, weil er „sich gegen die Führung der Taliban aufgelehnt“ habe.
Im Selbstverständnis, das ein Sprecher der Taliban 2019 in Doha vermittelte, sind die Taliban Afghanistan, sie sehen sich also nicht als einen Teil des Staates, sondern als den Staat selbst.

### Unterdrückung der Frauen

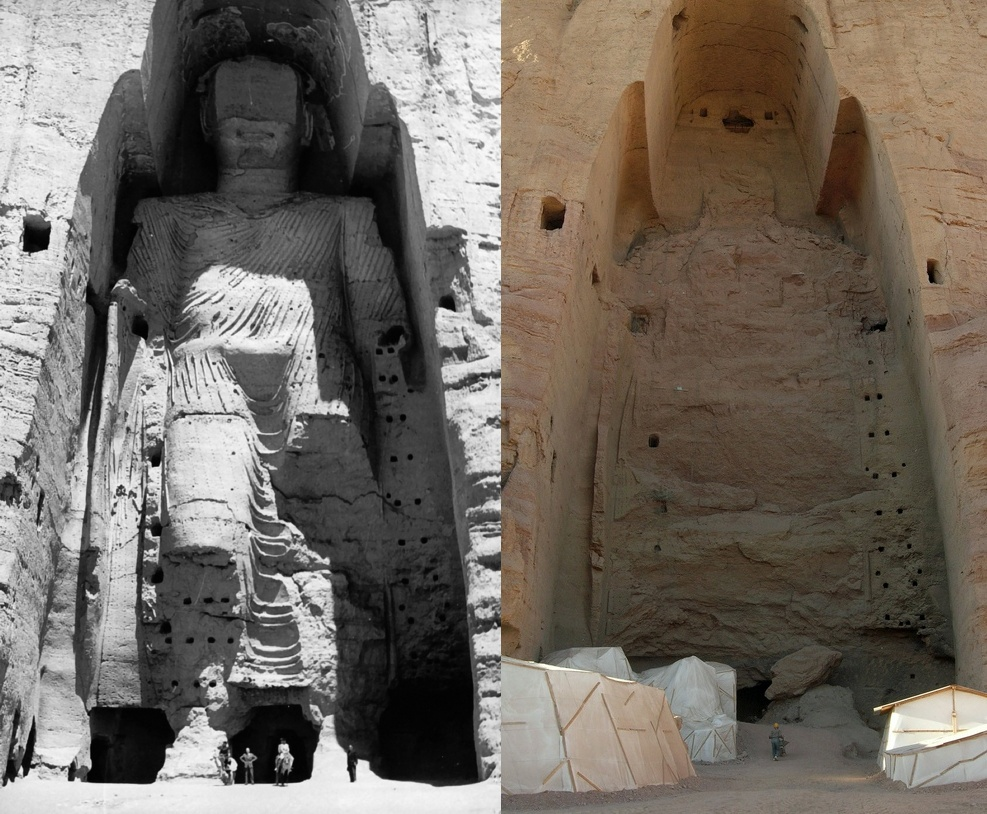
Zerstörung der Buddhas von Bamiyan durch die Taliban, Foto von vor und nach der Zerstörung

Während der Regierungszeit der Taliban im Islamischen Emirat Afghanistan von 1996 bis 2001 wurde das System der Taliban insbesondere durch die Unterdrückung von Frauen weltbekannt. Das erklärte Ziel der Taliban war es angeblich, ein „sicheres Umfeld für die Frau zu schaffen, in der ihre Keuschheit und Würde wieder unantastbar ist“. Frauen wurden gezwungen, in der Öffentlichkeit Burka zu tragen, weil, wie ein Sprecher der Taliban es ausdrückte, „das Gesicht der Frau eine Quelle der Verführung für nicht verwandte Männer ist“. Frauen wurde verboten zu arbeiten, und sie durften ab einem Alter von acht Jahren nicht mehr unterrichtet werden.
Gemäß Aussagen eines Taliban-Pressesprechers von 2019 besteht die Einsicht, dass mindestens in medizinischen Berufen weibliche Berufstätige unabdingbar sind. Ein Pressesprecher der Taliban aus der Provinz Ghazni kommentierte in der ZDF-Dokumentation Eine gefährliche Mission: Unterwegs mit den Taliban in Afghanistan, dass Mädchen und Frauen auch ein Recht auf Bildung unter den Taliban hätten.

### Zerstörung von Kulturerbe
Die Taliban haben gezielt kulturelle Zeugnisse zerstört, die sie als unislamisch betrachteten. Dazu gehörten die von der UNESCO als Weltkulturerbe aufgeführten Buddha-Statuen von Bamiyan sowie buddhistische Ausstellungsstücke des Nationalmuseums in Kabul.

## Menschenrechtsverletzungen

### Massaker
Nach einem Bericht der Vereinten Nationen von 2001 auf Basis von Zeugenaussagen und forensischer Arbeit an Grabstätten, verübten die Taliban systematisch Massaker unter der Zivilbevölkerung, insbesondere an Angehörigen der mehrheitlich schiitischen Hazara-Volksgruppe. Die Vereinten Nationen benannten 15 Massaker in den Jahren 1996 bis 2001, etwa in Masar-e Scharif und den Dörfern Bedmushkin und Nayak. Sowohl die Taliban als auch die Nordallianz-Truppen nahmen unter anderem bei ihrem Beschuss Kabuls laut Amnesty und HRW keine Rücksicht auf Zivilisten.
Die Taliban verfolgten zudem eine Politik der verbrannten Erde. Davon waren viele Landstriche betroffen, ganze Städte wurden niedergerissen. Die Stadt Istalif, in der mehr als 45.000 Einwohner lebten, wurde z. B. ganz zerstört und umliegendes Agrarland in Brand gesteckt. Die Einwohner wurden ermordet oder vertrieben.
Anfang 1998 schnitten die Taliban ganz Zentralafghanistan, das Hauptsiedlungsgebiet der Hazara, systematisch von UN-Hilfslieferungen ab. Diese Hungerblockade von etwa einer Million Menschen war das erste Mal in 20 Jahren Krieg, dass eine der Kriegsparteien Nahrungsmittel als Waffe einsetzte.

### Menschenhandel
Taliban- und al-Qaida-Kommandeure unterhielten ein Netzwerk zum Menschenhandel. Sie entführten Frauen und verkauften sie in die Zwangsprostitution in Afghanistan und Pakistan. Das Time Magazine schrieb: „Die Taliban haben oft argumentiert, dass ihre brutalen Restriktionen, die sie Frauen auferlegt haben, nur ein Weg seien, das andere Geschlecht zu beschützen. Das Verhalten der Taliban während der sechs Jahre, in denen sie ihre Herrschaft in Afghanistan ausweiteten, machen diese Aussagen zu einer Farce.“ Während einer Offensive in den Schomali-Ebenen im Jahr 1999 ließen die Taliban sowie arabische und pakistanische al-Qaida-Milizionäre mehr als 600 Frauen verschwinden. Sie wurden in Busse und Transporter gepfercht und danach nicht mehr wiedergesehen. Das Time Magazine schrieb (hier übersetzt aus dem Englischen): „Die Spur der vermissten Schomali-Frauen führt nach Jalalabad, nicht weit der pakistanischen Grenze. Dort wurden die Frauen nach Zeugenaussagen in dem Lager ‚Sar Schahi‘ in der Wüste eingesperrt… Einige wurden nach Peshawar [Pakistan] weitertransportiert… andere wurden nach Khost in die Trainingslager von bin Laden gebracht.“ Hilfsorganisationen gehen davon aus, dass viele Frauen nach Pakistan gebracht wurden, wo sie an Bordelle verkauft oder als Sklavinnen in privaten Haushalten eingesetzt wurden.
Einige Talibankämpfer weigerten sich, an dem Menschenhandel teilzunehmen. Ein Talibankommandeur mit dem Namen Nuruludah erklärte z. B., dass er sah, wie pakistanische al-Qaida-Kämpfer Frauen in einen Transporter zwangen. Nuruludah und seine Kämpfer befreiten die Frauen daraufhin aus dem Transporter. In einem weiteren Vorfall befreiten Talibankämpfer Frauen aus einem al-Qaida-Lager in Jalalabad.

### Unterdrückung von Frauen

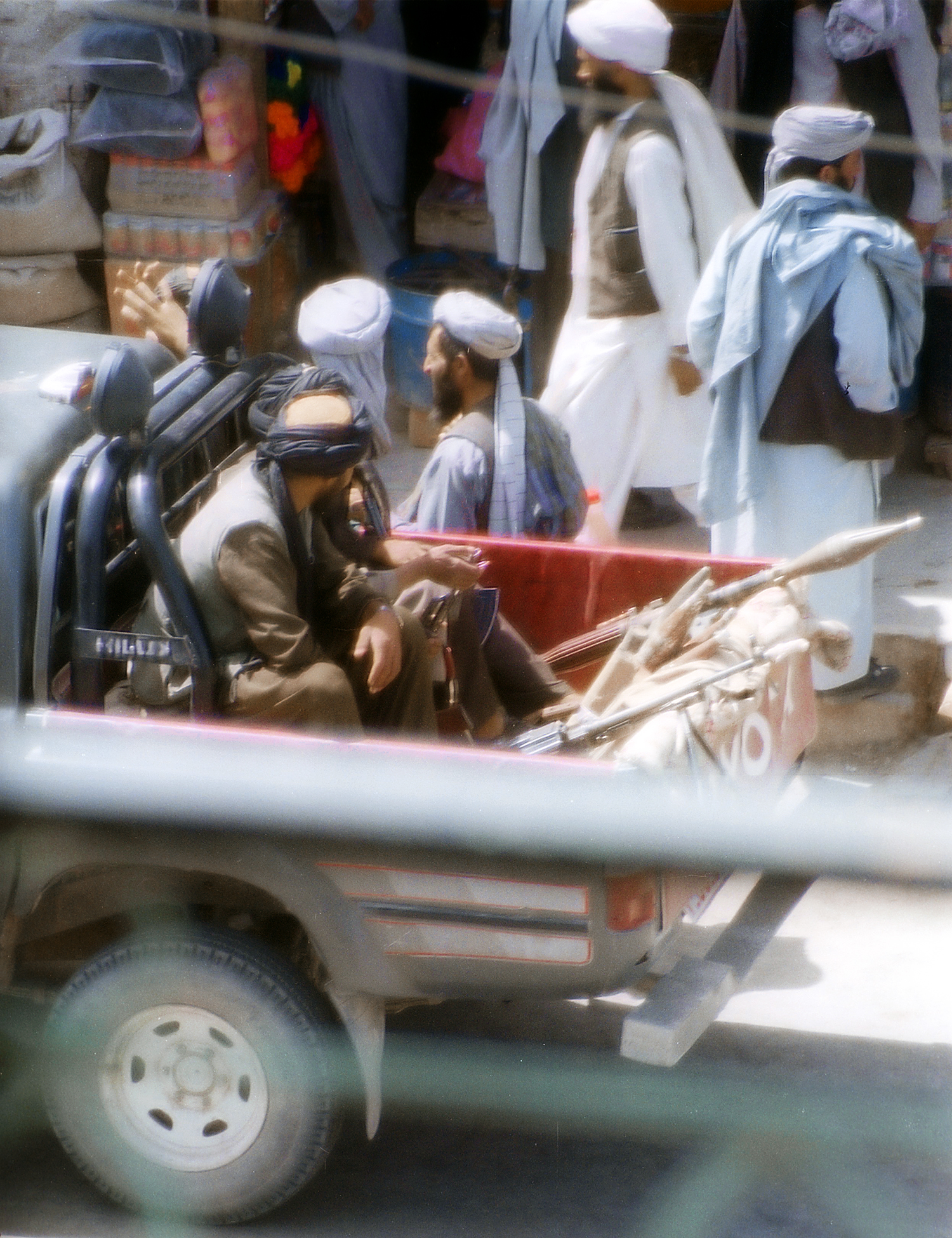
Taliban in Herat (2001)

Nachdem sie die politische Herrschaft über Afghanistan erkämpft hatten, erließen die Taliban Edikte, die die Rechte der Frauen stark einschränkten. Sie betrafen die Bereiche Bildung, medizinische Versorgung, Kleidung und Verhalten in der Öffentlichkeit. Mädchen war es fortan verboten, zur Schule zu gehen. Viele Schulen wurden geschlossen, worauf die Mädchen, wenn überhaupt, nur noch privat unterrichtet werden konnten. Frauen in Kabul durften keinen Beruf mehr ausüben und saßen immer häufiger als Bettlerinnen in Burkas auf der Straße. Da infolge der Kriege allein in Kabul ca. 30.000 Frauen als Witwen ohne jegliche männliche Verwandtschaft lebten, hatten diese kaum eine andere Chance, ihren Lebensunterhalt zu verdienen, als durch Betteln. Wie lebensbedrohlich die Restriktionen waren, verdeutlicht Folgendes:
Laut den „Physicians for Human Rights“ erhielten 53 Prozent der ernsthaft Kranken in Afghanistan keine Behandlung. Zugang zu medizinischer Versorgung war vor allem den Frauen fast unmöglich. Es gab zur Zeit der Talibanherrschaft in Kabul in den 1990er Jahren nur ein Krankenhaus, in dem Frauen behandelt werden durften. Dort allerdings war die Grundausstattung mangelhaft, es fehlte an fließendem Wasser, Medikamenten, Röntgen- und Sauerstoffgeräten. Um behandelt zu werden, mussten Frauen mehrere Hürden überwinden: Sie mussten mit einem männlichen Begleiter im Krankenhaus erscheinen. Da es männlichen Ärzten untersagt war, Frauen zu berühren, konnten diese nur noch eingeschränkt untersucht werden. Das Tragen der Burka war auch während der Behandlung Pflicht. Eine einfache medizinische Untersuchung oder ein Zahnarztbesuch war weitgehend ineffizient, da die Frau sich nicht entblößen durfte. Um die Einhaltung der Gesetze zu überwachen, waren regelmäßig Taliban-Mitglieder in den Krankenhäusern anwesend. Wenn sich Afghanen den Taliban-Gesetzen widersetzten, wurden drastische Strafen verhängt. Ärzten drohten Schläge, Berufsverbot und Gefängnis.
Sowohl in den Städten als auch auf dem Lande waren (und sind teilweise heute noch) die hygienischen Verhältnisse auf niedrigem Niveau. Öffentliche Bäder waren, soweit noch vorhanden, Frauen generell nicht mehr zugänglich.
In den Städten trafen die Gesetze die Frauen besonders hart, da dort die westliche Orientierung vor der Taliban-Gewaltherrschaft am stärksten ausgeprägt war, Frauen in vielen Fällen einer regelmäßigen Erwerbstätigkeit nachgingen und westliche Kleidung trugen.
Im Juli 2025 erließ der Internationale Strafgerichtshof mit dem Vorwurf Verbrechen gegen die Menschlichkeit wegen der Unterdrückung von Frauen in Afghanistan Haftbefehl gegen Hibatullah Achundsada (Taliban-Anführer und Staatsoberhaupt des Islamischen Emirat Afghanistan) und Abdul Hakim Hakkani (Oberster Richter der Taliban im Emirat Afghanistan).

### Terrorismus gegen die Zivilbevölkerung
Die Taliban richten sich bei Anschlägen auch gezielt gegen die afghanische Zivilbevölkerung. 2009 waren sie laut Angaben der Vereinten Nationen für mehr als 76 % der zivilen Opfer verantwortlich. Auch 2010 waren die Taliban für mehr als Dreiviertel der zivilen Todesopfer in Afghanistan verantwortlich. Zivilisten sind mehr als doppelt so häufig das Ziel tödlicher Anschläge der Taliban als afghanische Regierungstruppen oder Truppen der ISAF.
Die Unabhängige Afghanische Menschenrechtskommission (AIGRC) nannte 2011 die gezielten Anschläge der Taliban gegen die Zivilbevölkerung ein „Kriegsverbrechen“. Religiöse Führer verurteilten die Anschläge der Taliban als Verstoß gegen die islamische Ethik.
Menschenrechtsgruppen haben 2011 den Internationalen Gerichtshof in Den Haag dazu veranlasst, eine vorläufige Untersuchung gegen die Taliban wegen Kriegsverbrechen durchzuführen.
Von 2016 bis 2020 töteten die Taliban laut UNAMA jährlich etwa 1300 bis 1625 Zivilisten. Außerdem wurden jährlich etwa 2500 bis 3600 Zivilisten direkt oder indirekt durch sogenannte unkonventionelle Spreng- und Brandvorrichtung (IEDs) der Taliban verletzt oder getötet.
2021 töteten sie Khasha Zwan, einen der bekanntesten Komiker Afghanistans.

## Externe Unterstützung
Traditionell wurden die Taliban von Pakistan und Saudi-Arabien unterstützt, während Iran, Russland, Türkei, Indien, Usbekistan, Kasachstan, Kirgisistan und Tadschikistan eine Anti-Taliban-Allianz bildeten und die Nordallianz unterstützten. Nach dem Fall des Taliban-Regimes Ende 2001 veränderte sich die Zusammensetzung der Taliban-Unterstützer. Nach einer Studie von Antonio Giustozzi kam in den Jahren 2005 bis 2015 die überwiegende finanzielle Unterstützung von den Staaten Pakistan, Saudi-Arabien, Iran, China, Katar, sowie von privaten Spendern aus Saudi-Arabien, von al-Qaida und kurzzeitig auch vom Islamischen Staat. Etwa 54 Prozent der Finanzmittel kamen von ausländischen Regierungen, 10 Prozent von privaten Spendern aus dem Ausland und 16 Prozent von al-Qaida und dem Islamischen Staat. Im Jahr 2014 betrug der Umfang der externen Unterstützung beinahe 900 Millionen US-Dollar. Insgesamt wurden die Einnahmen der Taliban für das Jahr 2020 auf 1,6 Milliarden US-Dollar geschätzt.

### Pakistan
Bis 1994 war es dem Hauptklienten Pakistans, Gulbuddin Hekmatyār, nicht gelungen, einen Sieg der Paschtunen zu erringen und Pakistan sah sich zunehmend nach Alternativen um. Die Taliban-Bewegung konnte seit ihrem ersten Auftreten im November 1994 im September 1996 die Hauptstadt Kabul mit massiver Unterstützung Pakistans erobern und kontrollierte nach der Einnahme Masar-e-Scharifs im August 1998 rund 80 Prozent des Landes. Auf Seiten der Taliban kämpften Schätzungen zufolge etwa 80.000 bis 100.000 Pakistanis. 1997/98 betrug die Unterstützung Pakistans geschätzte 30 Millionen US-Dollar. Pakistan bezahlte die Gehälter der Taliban-Regierung und lieferte Weizen, Treibstoff, Munition, Bomben und Wartung und Ersatzteile für schwere Artillerie und Panzer. Pakistans Innenminister Naseerullah Babar bezeichnete die Taliban als „unsere Jungs“, offiziell stritt Pakistan jedoch jegliche Unterstützung ab.
Nach den Terroranschlägen vom 11. September 2001 beendete Pakistan aufgrund des Drucks der Bush-Regierung offiziell die Unterstützung für die Taliban. Inoffiziell ignorierte die Regierung Pervez Musharrafs die Aktivitäten des ISI und von Militäroffizieren, die die Taliban weiterhin unterstützten. Die Allianz mit den USA war im Land hochgradig unpopulär und der Widerstand der Taliban wurde von weiten Teilen der Bevölkerung als gerechte Angelegenheit angesehen. Zudem misstraute Musharraf der Karzai-Regierung und deren hohem Anteil an tadschikischen Politikern und den guten Beziehungen der Regierung zu Indien. Im Jahr 2004 nahm Pakistan die Unterstützung für die Taliban wieder auf. Der ISI unterstützte die Taliban finanziell und logistisch und stellte den Taliban nach Operationen in Afghanistan sichere Zufluchtsorte auf pakistanischer Seite zur Verfügung. Der ISI schützte Taliban-Führer wie Dadullah Akhund, Abdul Ghani Baradar und Akhtar Mansur und stellte den Taliban Informationen über Bewegungen und Standorte der afghanischen Armee und NATO-Truppen zur Verfügung. Taliban-Kämpfer wurden vom ISI ausgebildet, die bei Verwundungen in pakistanischen Krankenhäusern behandelt wurden. Pakistanische Militärposten unterstützten Angriffe der Taliban mit Artilleriefeuer. Im Juli 2008 führte das Haqqani-Netzwerk einen Selbstmordanschlag auf die indische Botschaft in Kabul durch, bei dem 58 Menschen ums Leben kamen. Der Selbstmordattentäter wurde von Laschkar-e Taiba, das enge Verbindungen zum ISI unterhält, ausgebildet und die aufgezeichnete Kommunikation deutete auf eine Beteiligung von Offizieren des ISI hin. US-Admiral Mike Mullen bezeichnete das Haqqani-Netzwerk als „wahrhaftigen Arm“ des ISI. Die USA betrachteten Pakistan als engen Verbündeten und kümmerten sich wenig um deren Verbindung zu den Taliban. Die Bush-Regierung unterstützte Pakistan mit 5,3 Milliarden US-Dollar für Wirtschaft und Militär und mit weiteren 6,7 Milliarden US-Dollar als Vergütung für Militäroperationen und schätzte Pakistans Rolle bei der Festnahme von Al-Qaida-Mitgliedern. Afghanistan reagierte auf die pakistanische Unterstützung mit Hilfe für belutschische Separatistenbewegungen und für die pakistanischen Taliban.

### Saudi-Arabien
Saudi-Arabien unterstützte die Mudschahedin zwischen 1980 und 1990 mit fast 4 Milliarden US-Dollar und setzte die Finanzierung auch nach dem Ende der US-Unterstützung im Jahr 1992 fort. Die Saudis erlitten einen herben Rückschlag, als sich während der Invasion des Iraks im Zweiten Golfkriegs die meisten der von ihnen finanzierten afghanischen Mudschahedin-Gruppen, darunter auch Gulbuddin Hekmatyār auf die Seite von Saddam Hussein stellten und in deren Folge sich die beiden Hauptklienten Saudi-Arabiens, Gulbuddin Hekmatyār und Abdul Rasul Sayyaf trennten. Saudi-Arabien begann ab Juli 1996 die Taliban mit finanziellen Mitteln, Fahrzeugen und Treibstoff für den Angriff auf Kabul zu unterstützen, um den schwindenden Einfluss in Afghanistan zu kompensieren. Eine einflussreiche Rolle für die Entscheidung, die Taliban zu unterstützen, spielte der wahhabitische Klerus im Königreich. Über die Auslieferung von Osama bin Laden kam es zum Konflikt mit den Taliban und als Mullah Omar den Direktor des saudischen Geheimdienstes Prinz Turki beleidigte, zog Saudi-Arabien im September 1998 den Botschafter aus Kabul ab. In der Folge kam es zu einer Annäherung zwischen Saudi-Arabien und Iran, als Mohammad Chātami im Mai 1999 als erster Staatspräsident seit beinahe dreißig Jahren Saudi-Arabien zum ersten Mal besuchte.
Saudi-Arabien unterstützte die Taliban seit 2008 finanziell und ließ die Mittel Taliban-Schuras zukommen, die nicht von der Islamischen Republik Iran unterstützt wurden.

### Iran
Nach der sowjetischen Intervention unterstützte Iran ausschließlich die schiitischen Hazaras. Während des darauffolgenden Bürgerkriegs verschärfte sich der Konflikt zu Saudi-Arabien und Iran lieferte ab 1993 militärische Ausrüstung an hauptsächlich tadschikische Gruppen, die gegen die paschtunische Mehrheit kämpften und bildete mit Russland und den zentralasiatischen Republiken eine Allianz. Nach dem Aufstieg der Taliban und dem Fall Kabuls 1996 nahm die militärische Unterstützung der Anti-Taliban-Allianz deutlich zu. Die Beziehungen zu den Taliban erreichten einen Tiefpunkt, als die Taliban im August 1998 Masar-e-Scharif eroberten, in das iranische Konsulat eindrangen und 11 iranische Diplomaten, Geheimdienstoffiziere und einen Journalisten erschossen. Die Islamische Republik Iran mobilisierte daraufhin eine Viertelmillion Soldaten an der afghanischen Grenze und drohte, im Nachbarland einzumarschieren.
Nach dem Fall der Taliban-Regierung Ende 2001 war Iran Teilnehmer an der ersten Petersberger Afghanistankonferenz in Bonn und nahm dabei laut dem US-Abgesandten James Dobbins eine konstruktive Rolle ein. Diese positive Atmosphäre wurde durch George W. Bushs Rede zur Lage der Nation im Januar 2002 schwer beschädigt, als er Iran zu einem Teil der „Achse des Bösen“ erklärte. Während Iran gute Beziehungen zur Karzai-Regierung unterhielt, erschienen 2007 Berichte über den Fund von Waffen iranischer Herkunft. Bis zum Jahr 2012 wurde Iran zum wichtigsten Unterstützer der Taliban zusammen mit Pakistan und lieferte Waffen, darunter Igla-Boden-Luft-Raketen, Landminen, Mörser und Scharfschützengewehre. Nach Angaben von Offiziellen der Taliban stieg der Umfang der Unterstützung Irans von 30 Millionen US-Dollar im Jahr 2006 auf 190 Millionen US-Dollar im Jahr 2013 an. Als Beweggründe für Iran, die Taliban zu unterstützen, wurden von westlichen Beobachtern das Verhindern einer dauerhaften US-Militärpräsenz und die Eindämmung des Islamischen Staats in Afghanistan angegeben.

### Russland
Russland begann im Jahr 2016 zunächst die Schura des Nordens zu unterstützen, weitete diese dann auch auf andere Taliban-Gruppierungen aus. Russland koordinierte die Hilfen mit Iran, und von Analysten werden für die Unterstützung der Taliban vonseiten Russlands ähnliche Motive wie die Irans vermutet, denn beide Länder sähen den Islamischen Staat als Projekt Saudi-Arabiens. In den Jahren 2018 und 2019 erschienen eine Reihe von Berichten in der Presse, denen zufolge Russland Taliban-Führer für Angriffe auf US-Truppen bezahlt habe.
Im Jahr 2025 erkannte Russland als ersten Land der Welt die Taliban als Regierung von Afghanistan an und damit einhergehend auch das von den Taliban ausgerufene Islamische Emirat Afghanistan.

## Finanzierung
Neben dem Drogenhandel finanzieren sich die Taliban über Spenden aus dem Ausland, das Abzweigen internationaler Hilfsgelder, Schutzgelderpressung und die Erhebung von Steuern in den von ihnen kontrollierten Gebieten. 2012 nahmen die Taliban etwa 400 Millionen Dollar ein, darunter über hundert Millionen Dollar aus abgezweigten Hilfsgeldern. 2021 schlug Gregor Gysi von der Partei Die Linke vor, den Taliban unter bestimmten Bedingungen Entwicklungshilfen zur Verfügung zu stellen, da eine vollständige Einstellung der Gelder allen voran die Zivilbevölkerung treffen werde.

### Drogenhandel
Nach Aussage des United States Institute of Peace verdienten die Taliban in den späten 1990er Jahren am Anbau von Drogen und am Schmuggel mit Opium, Heroin, Haschisch und anderen Rauschgiftmitteln. Dabei ließen die Taliban den Bauern als Produzenten des Rohopiums und dem „informellen Sektor für Weiterverarbeitung“ desselben zu Heroin freie Hand und erhoben auf Anbau sowie Handel Steuern.
Für das Jahr 1999 schätzte ein Bericht an den Kongress die Einnahmen der Taliban aus dem Drogenhandel auf 40 Millionen US-Dollar. Für den Transport wurden Flugzeuge der Ariana Afghan Airlines benutzt. Mit der Resolution 1267 des UN-Sicherheitsrats wurden internationale Flüge von Ariana Air verboten, der Drogenschmuggel lief von nun über Land.
2001, vor den Terroranschlägen am 11. September, setzten die Taliban ein rigoroses Anbauverbot für Schlafmohn in Afghanistan durch, das weltweit den bis dato größten Rückgang an Drogenproduktion innerhalb eines Jahres in einem Land zur Folge hatte.
Daraufhin wurde nur noch im nicht von den Taliban kontrollierten Norden Afghanistans Schlafmohn angebaut. Jedoch handelten die Taliban weiterhin mit Opium und Heroin aus Lagerbeständen.
Der Anbaustop führte zu einer „humanitären Krise“, da sich Tausende Kleinbauern ohne Einkommen wiederfanden. Mit dem Anbaustopp wollten die Taliban zum einen eine Lockerung der Sanktionen der Resolution 1267 des UN-Sicherheitsrats erreichen. Einem Bericht der CRS nach vermuteten einige Mitglieder der US-amerikanischen Drogenbekämpfung dahinter lediglich eine Strategie, um die Preise nach oben zu treiben. In der Tat stieg der Rohopium-Preis von einem Allzeittief von 28 $/kg auf ein Allzeithoch von 746 $/kg am 11. September 2001. In den Wochen nach den Terroranschlägen fiel er wieder auf 95 $/kg, wahrscheinlich weil Lagerbestände in großem Stil verkauft wurden angesichts einer drohenden Invasion.
Nach dem Einmarsch der USA-geführten Koalition stieg 2002 die Anbaufläche für Schlafmohn von 8.000 auf 74.000 Hektar.
Die Taliban befanden sich im Krieg in einer Phase der Reorganisation. Einzelne Talibanführer verkauften ihre Lagerbestände an Opium. Manche Drogenschmuggler „investierten“ in die Taliban.
In den von Taliban kontrollierten Gebieten erhoben lokale Taliban-Kommandeure oft eine zehnprozentige Steuer (uschr) nicht nur auf den Verkauf von Rohopium, sondern auch auf diverse andere Geschäfte, z. B. die von kleinen Läden und Kleinbetrieben. Zahlungsmittel können dabei Rohopium oder sonstige Naturalien sein.
Bei Nichtzahlung der Steuer wurde über Gewalt berichtet und ähnlich den Strukturen in einer Mafia finanzieren sich Taliban-Kommandeure auf Dorf-Ebene aus weiteren mafiösen Geschäften, z. B. Wegzöllen, müssen aber einen Teil davon an die ranghöheren Kommandeure abgeben.
Taliban-Kommandeure schützten Produktion und Schmuggel von Opium militärisch und verlangen dafür bis zu 20 % der Einnahmen. Dabei schreckten sie nicht vor Waffengewalt gegenüber staatlicher Polizei zurück und überfielen mitunter Kontrollpunkte, um Drogenkonvois freie Fahrt zu garantieren. Daneben waren Taliban-Kommandeure an der Besteuerung oder dem Betrieb von bis zu 60 Heroin-Laboren beteiligt.
Für das Jahr 2009 schätzte das Büro der Vereinten Nationen für Drogen- und Verbrechensbekämpfung die Gewinne der Taliban aus dem Opiumhandel auf 150 Millionen US-Dollar, den der afghanischen Drogenhändler auf 2,2 Milliarden US-Dollar und jenen der afghanischer Bauern auf 440 Millionen US-Dollar.
2012 betrug die Anbaufläche für Schlafmohn in Afghanistan 154.000 Hektar und die Taliban finanzierten sich weiter durch Drogengelder.
Nach dem Abzug der internationalen Truppen und der Machtübernahme der Taliban finanzieren sie sich vorrangig durch Drogenanbau und Bergbau.
Im April 2022 verkündeten die Taliban nach internationalem Druck ein Verbot des Anbaus von Schlafmohn.

### Spendengelder
Spendengelder erhalten die Taliban aus allen Teilen der Welt, vor allem aus Ländern der Golfregion. Genaue Zahlen zu den Spendensummen seien nach Einschätzung des US-Gesandten für Afghanistan und Pakistan, Richard Holbrooke, aus dem Jahr 2009 zwar schwierig zu ermitteln, jedoch seien die Spendengelder „wichtiger“ als der Drogenhandel.